# Königstor (Stuttgart)

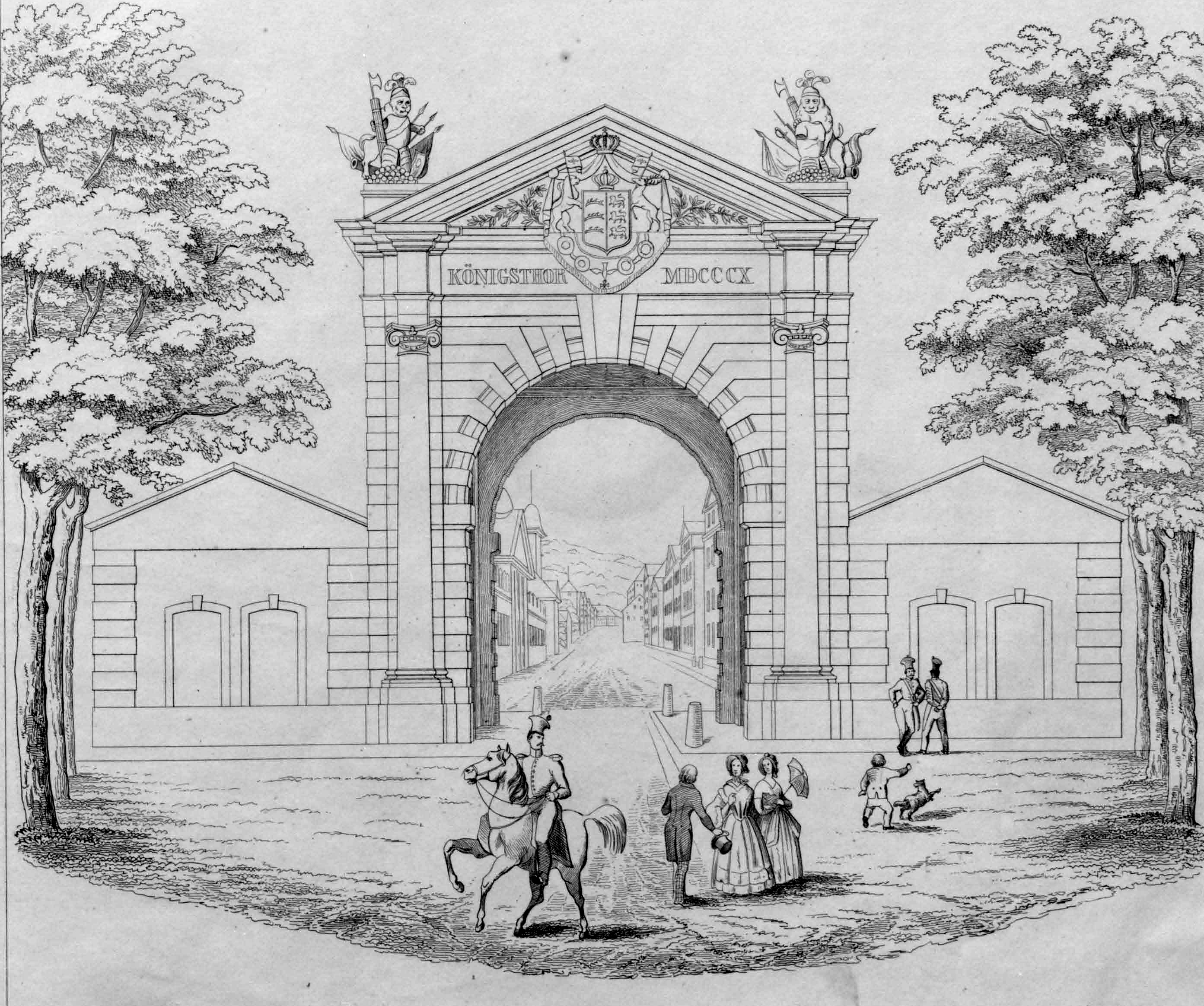
Königstor von Nordosten (stadtauswärts), um 1840.

Das Königstor ist das zuletzt gebaute Stuttgarter Stadttor, das jedoch ebenso wie alle anderen heute verschwunden ist. Das klassizistische Bauwerk wurde 1809 von Leopold Retti und Nikolaus Friedrich von Thouret unter König Friedrich erbaut und bildete nach seiner Einweihung 1810 den Abschluss der unteren Königstraße, die dann ab 1917 vor dem Turm des neuen Hauptbahnhofs endete. Der sperrige Torbau, der nach dem Bau des Hauptbahnhofs  als Verkehrshindernis empfunden wurde, fiel 1922 dem Abbruch zum Opfer. Wenige Überreste des Tors befinden sich am Mittelaufgang des Hauptbahnhofs bzw. im Städtischen Lapidarium Stuttgart.

## Lage
Nachdem der württembergische Herzog und Kurfürst Friedrich 1806 die Königswürde angenommen hatte, ließ er in den kommenden Jahren die untere Königstraße anlegen. Den krönenden Abschluss der Straße sollte das Königstor bilden. Die Königstraße war „mit dem abschließenden Königstor der wichtigste Ein- und Ausgang der Stadt in nördlicher Richtung und deshalb immer von einem lebhaften Durchgangsverkehr durchflutet.“ Das Tor war dem langgestreckten Königlichen Marstall und dem Privathaus des königlichen Hofbaumeisters Nikolaus Friedrich von Thouret unmittelbar benachbart, die beide am Ende der unteren Königstraße lagen. Das Königstor öffnete sich stadtauswärts in den Schlossgarten und zur Ludwigsburger Straße (in Richtung der heutigen Heilbronner Straße). Vor dem Tor befand sich „wie bei allen von Thouret geplanten Stadttoren ein schön angelegter, mit Bäumen umsäumter. großer, runder Platz“.
| |          |
| Blick auf die untere Königstraße. Links: Kleines Theater (heute Königsbau) Mitte: Königstor, rechts: Kriegsministerium. | Lageplan |

## Beschreibung
| Triumphbogen            | Stadt     | Höhe in Meter | Breite in Meter |
| ----------------------- | --------- | ------------- | --------------- |
| Konstantinsbogen        | Rom       | 21            | 26              |
| Septimius-Severus-Bogen | Rom       | 21            | 23              |
| Brandenburger Tor       | Berlin    | 26            | 65,5            |
| Arc de Triomphe         | Paris     | 50            | 15              |
| Königstor               | Stuttgart | 12            | 9 / 20          |

### Bauart
Das imposante, etwa 12 Meter hohe und 9,20 Meter breite Königstor wurde nach Art eines römischen Triumphbogens im klassizistischen Stil errichtet. Es war etwas mehr als halb  so hoch wie seine berühmten römischen Vorbilder (Konstantinsbogen, Septimius-Severus-Bogen). Anders als die römischen Vorbilder oder die europäischen Nachbauten fehlten dem Königstor die sonst oft vorhandenen seitlichen Durchfahrten, stattdessen wurde es von zwei niedrigen Wachhäusern flankiert, so dass sich eine Gesamtbreite der Anlage von 19,90 Meter ergab.

### Durchfahrt
Die 5,60 Meter breite, etwa 7 Meter hohe und 8,70 Meter tiefe bogenförmige Durchfahrt war breit genug, um auch herrschaftlichen Gespannen ein bequemes Durchkommen zu ermöglichen. Allerdings musste dazu die „Tordurchfahrt von ursprünglich 14 auf 20 Fuß verbreitert“ werden. „Die dadurch bedingte Hüftschwäche des Bogens war schon den Zeitgenossen aufgestoßen: »eigentlich hat es das Aussehen eines Gartentores erhalten«, schreibt 1818 der ehemalige Karlsschullehrer Jakob Friedrich Rösch.“

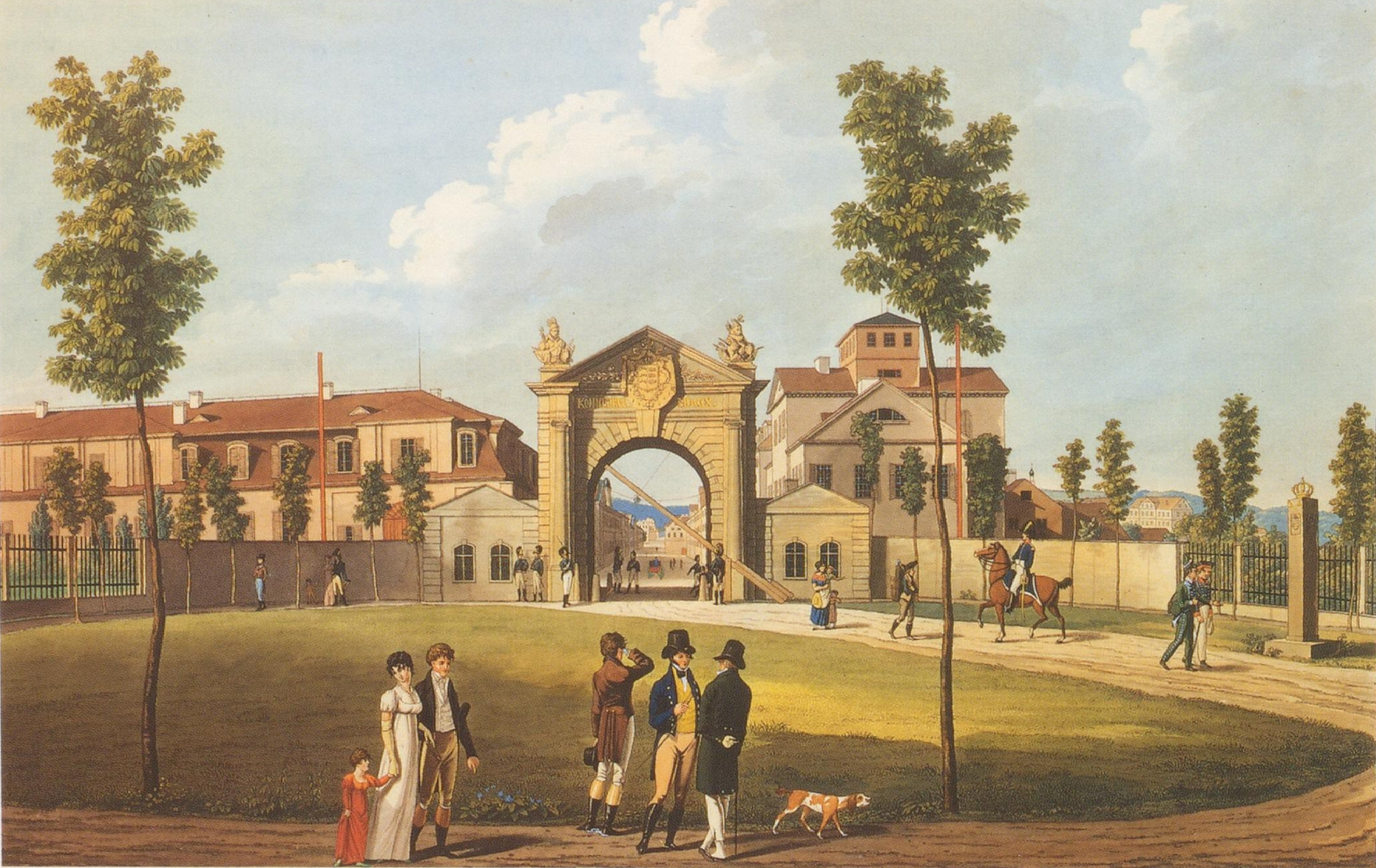
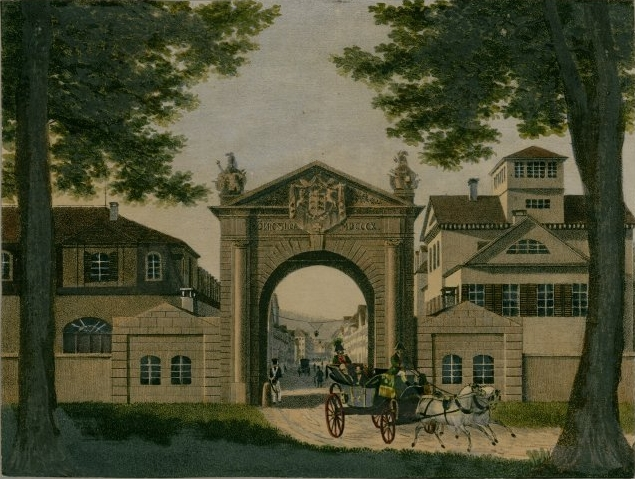
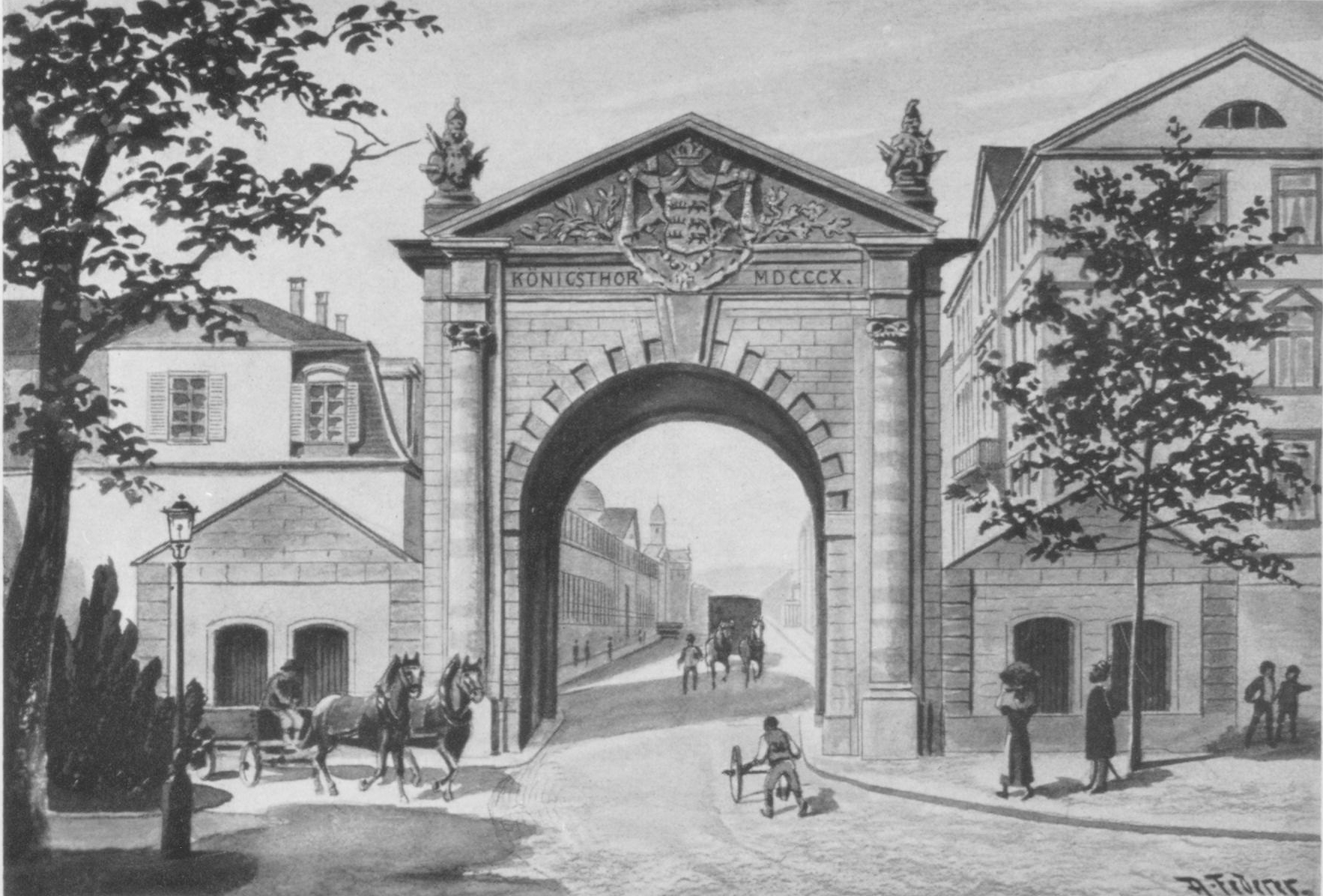

Mitte: Königstor von Nordosten (stadtauswärts), links: Marstall, rechts: Thourets Haus (um 1820, 1830, 1840).

### Dreiecksgiebel
Der Torbau endete in einem von Gesimsen eingerahmten Dreiecksgiebel. Die Innenseite  (stadteinwärts) schmückten die überkronten, mit einem Lorbeerkranz umrahmten Initialen FR (Fredericus Rex) von König Friedrich, die Außenseite der von Lorbeerzweigen flankierte königliche Wappenschild. Das von einem Wappenmantel umhüllte Wappen zeigte entsprechend den württembergischen Wappentieren Hirsch und Löwe im linken Feld drei Hirschstangen, im rechten drei Löwen. Es wurde von der  Königskrone bekrönt und von Löwe und Hirsch als Schildhalter gestützt. Der Wappenschild reichte bis zu dem darunterliegenden Fries hinab, der die Inschrift KÖNIGSTHOR MDCCCX trug. Der Giebel wurde an den Seiten scheinbar von zwei ionischen Blendsäulen gestützt.

### Torbau
Das Mauerwerk der Torbaufassaden war durch Bandrustika strukturiert, die teilweise in den ebenfalls rustizierten Bogen einmündete. Der Bogen endete in einem großen, einfachen Schlussstein. Im Innern bildete eine „schöne Kassettendecke“ den Abschluss des Bogens. Die vier Dachecken wurden von Trophäen besetzt, stadteinwärts von zwei Löwentrophäen vom Äußeren Eßlinger Tor und stadtauswärts von zwei Waffentrophäen, von denen sich eine im Städtischen Lapidarium Stuttgart erhalten hat.

### Wachhäuser
Nach Thourets Entwurf wurden die beiden seitlichen Wachhäuser gebaut, ebenso der „Anschluß der Stadtmauer zwischen dem Thouretschen Haus bzw. dem Marstallgebäude beiderseits des Königstors“. Sie waren 5,35 Meter breit, 13,60 Meter tief und etwa 5 Meter hoch. Die giebelständigen, mit Satteldach gedeckten Wachhäuser „duckten“ sich neben dem mehr als doppelt so hohen Torbau, überragten ihn aber stadteinwärts in der Länge. Sie enthielten Räumlichkeiten für einen Wachoffizier, den Torschreiber und den Torwart.

## Geschichte

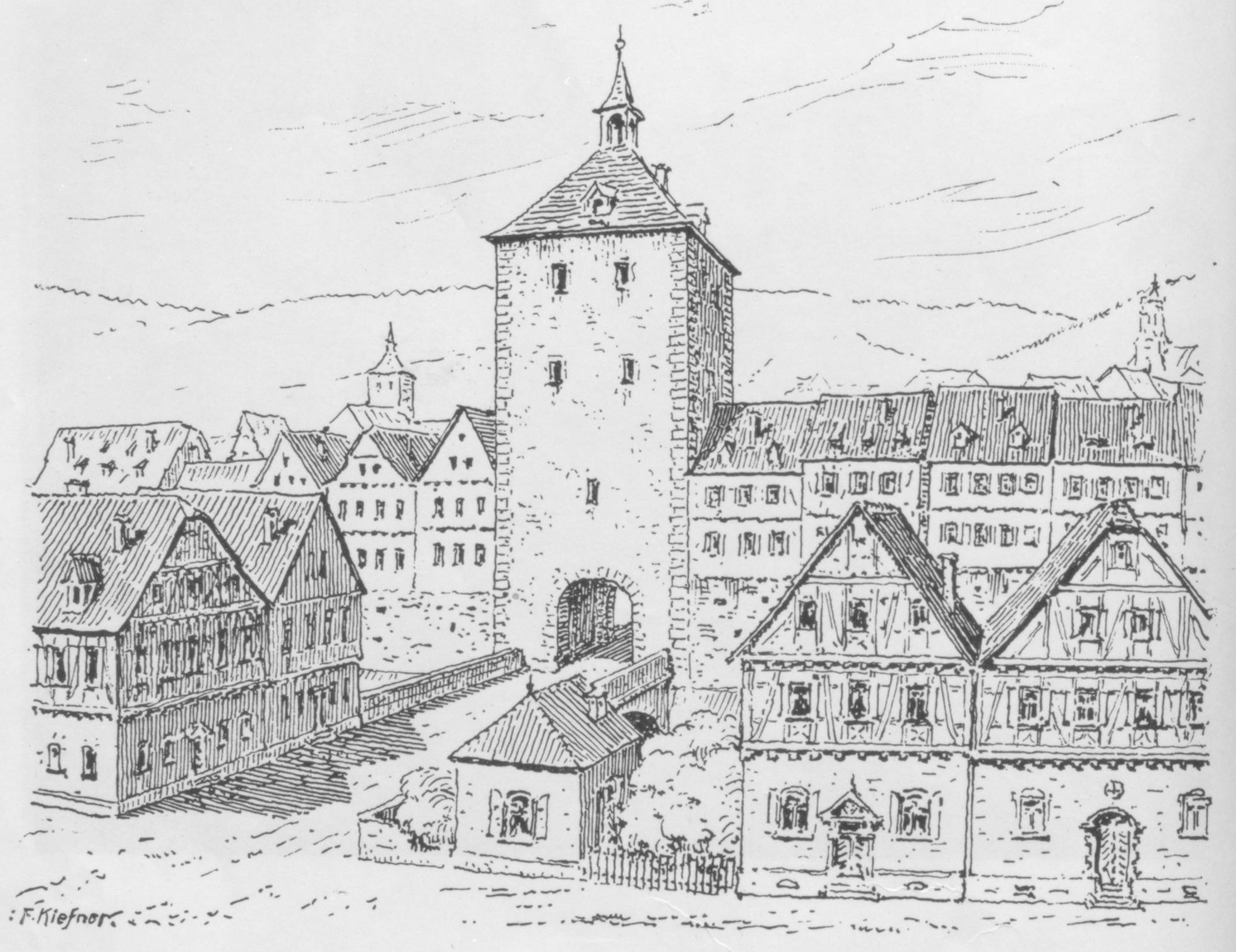
Ältestes Stuttgarter Stadttor: Inneres Esslinger Tor von 1350, hier Steinbau von 1566.
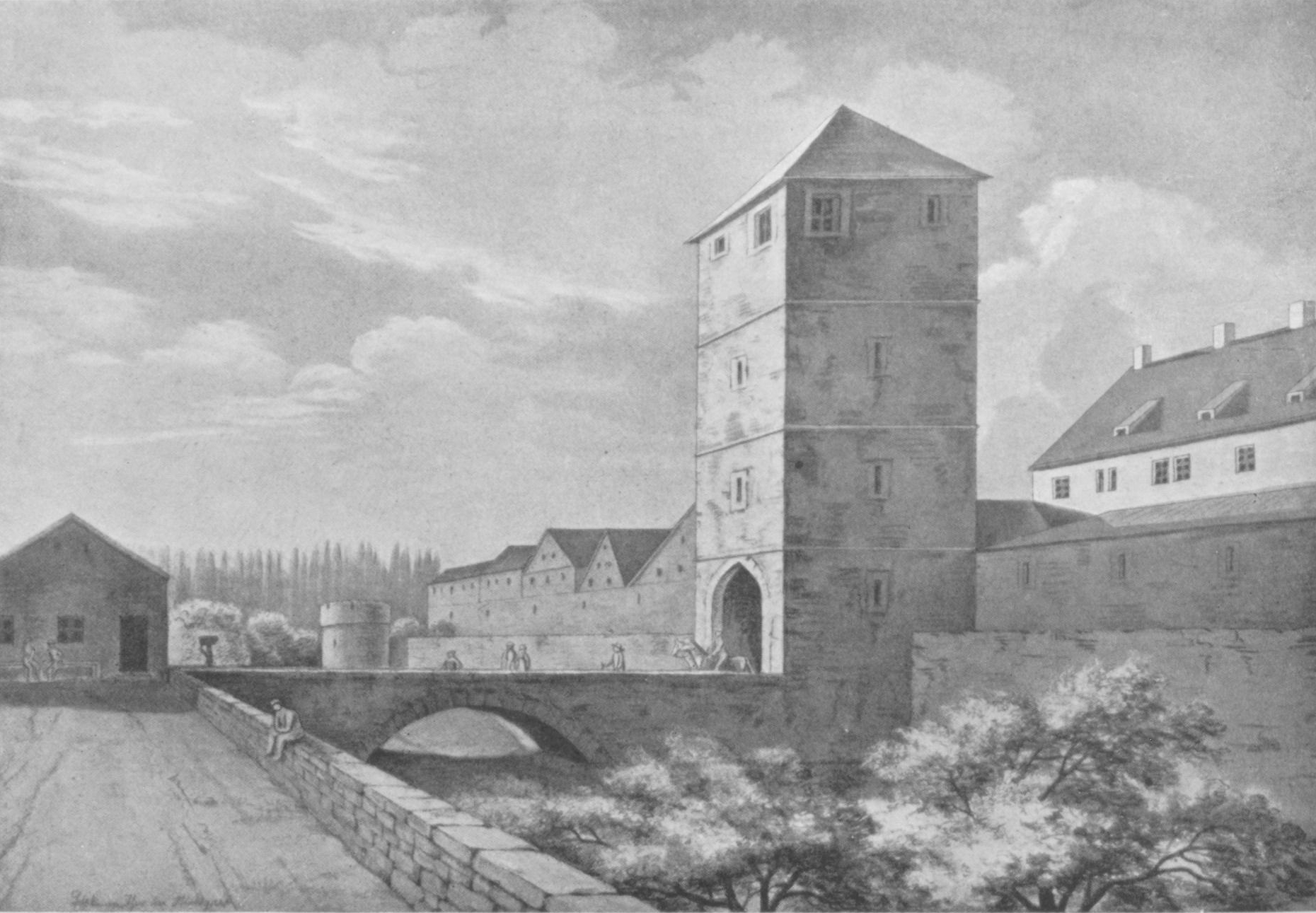
Äußeres Esslinger Tor von 1748, Steinlieferant für das Königstor.
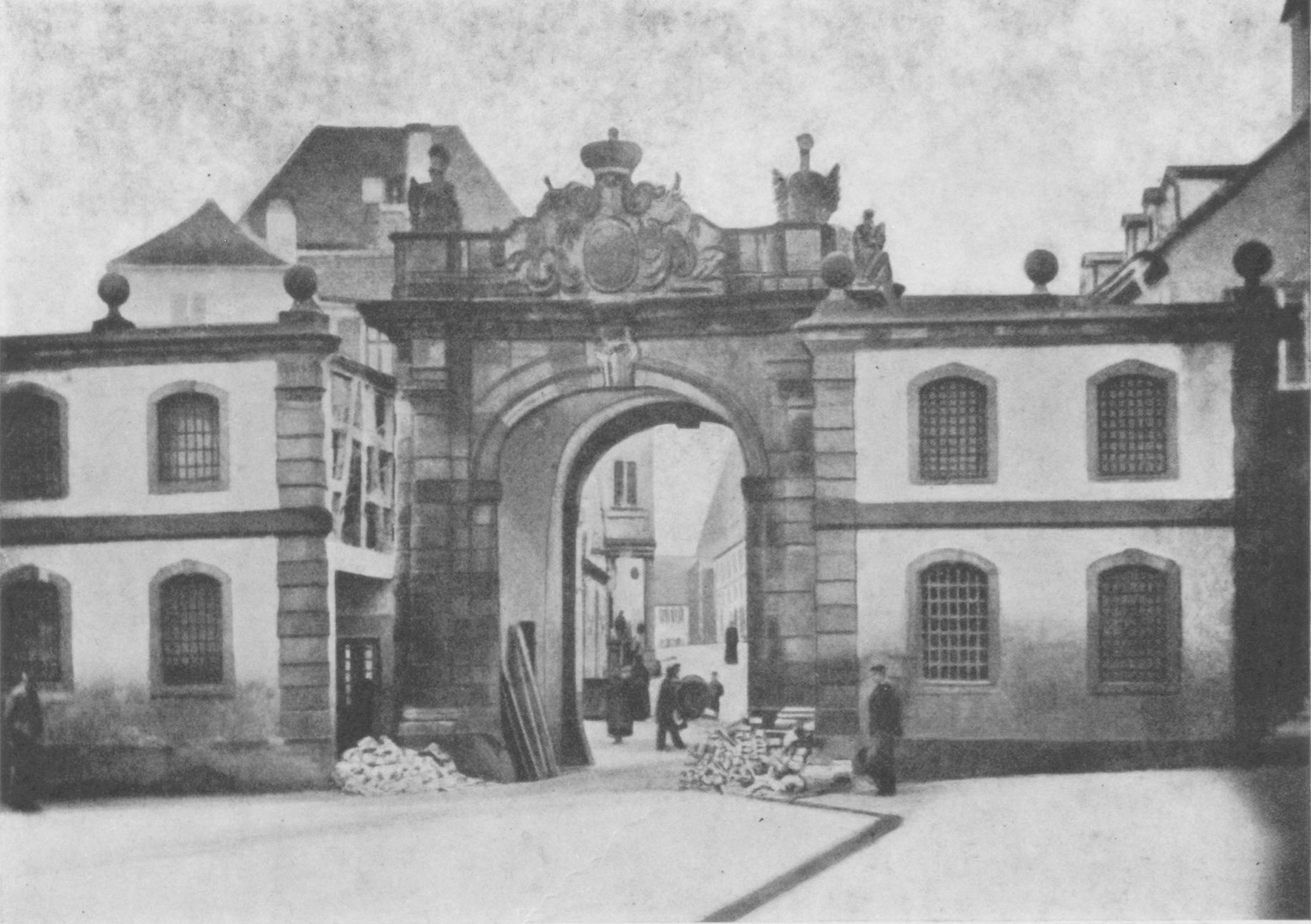
Büchsentor von 1575, hier Steinbau von 1748, stilistischer Vorgänger des Königstors.
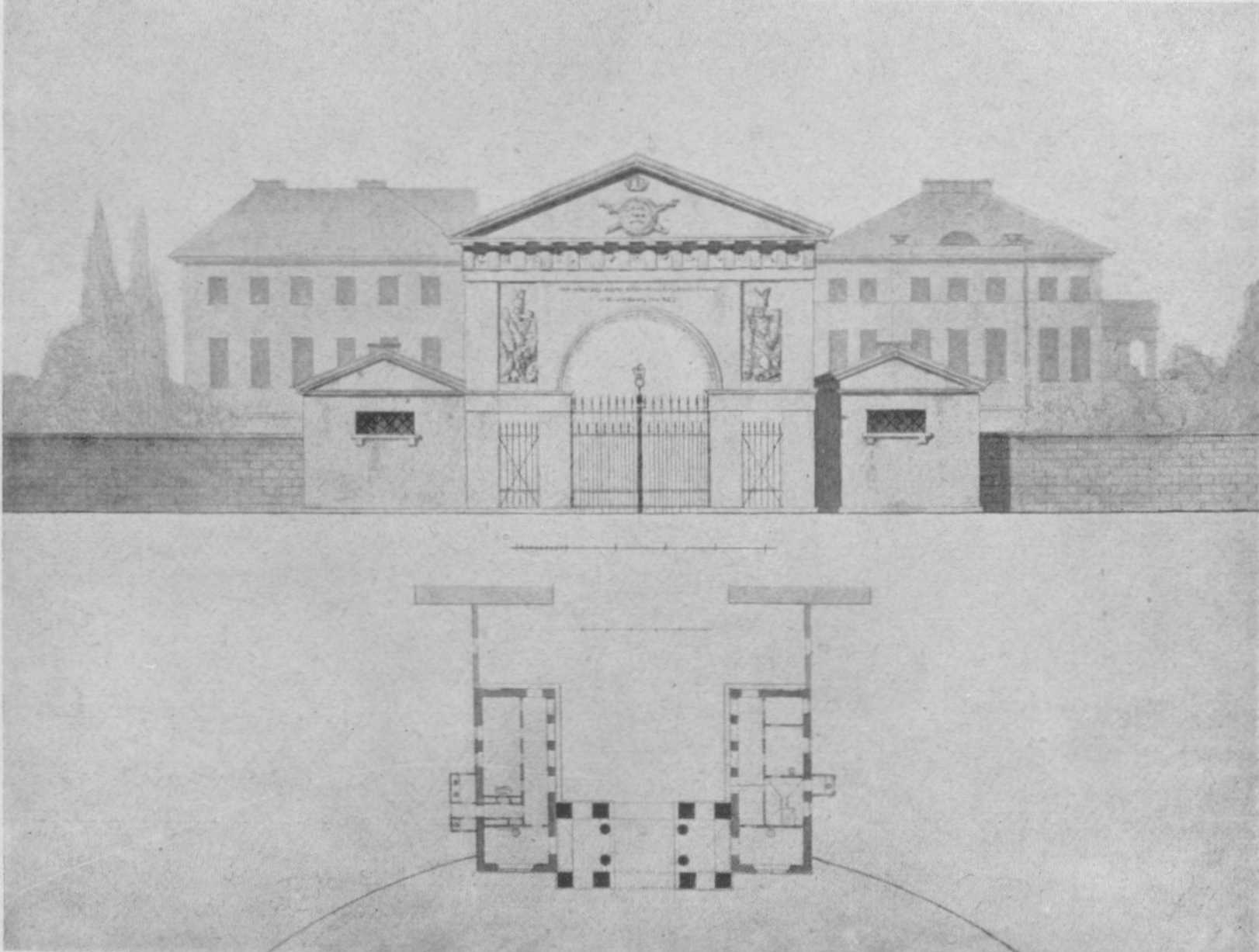
Aufriss und Grundriss von Thourets nicht realisiertem Entwurf für das Königstor.

Zwischen 1350 und 1810 wurden in Stuttgart 43 Stadttore und Stadttürme zur Stadtbefestigung gebaut. Das älteste Stadttor war das Innere Esslinger Tor von 1350. Das zuletzt erbaute Tor war das Königstor von 1810.
Nachdem König Friedrich 1806 den Ausbau der Königstraße eingeleitet hatte, erließ er 1807 ein Dekret, nach dem das Äußere Eßlinger Tor abgebrochen und an das Ende der unteren Königstraße versetzt werden sollte. Thourets völlig neuer Entwurf für das neu zu bauende Königstor wurde vom König verworfen. Nach Paul Faerber wurde der realisierte Entwurf fälschlich Thouret zugeschrieben, dürfte aber tatsächlich auf Leopold Retti, den Erbauer des Neuen Schlosses zurückgehen, während Thouret die Durchführung des Baus übernahm, jedoch nicht ohne an Rettis Plänen Änderungen und Ergänzungen vorzunehmen. Das neue Tor hat Ähnlichkeit mit dem Steinbau des Büchsentors, das 1575 erbaut und 1748 in Stein neu aufgerichtet wurde. Der Bau des Königstors wurde erst 1809 begonnen und 1810 eingeweiht.

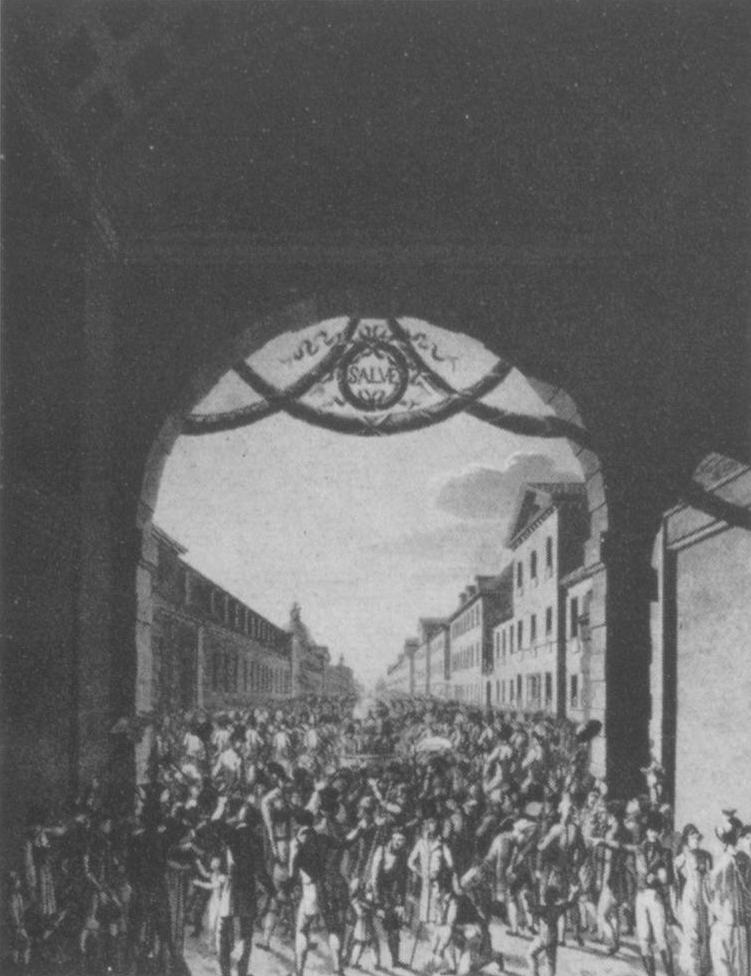
Blick aus dem Königstor, Einzug von Kronprinz Wilhelm am 13. Juli 1814.
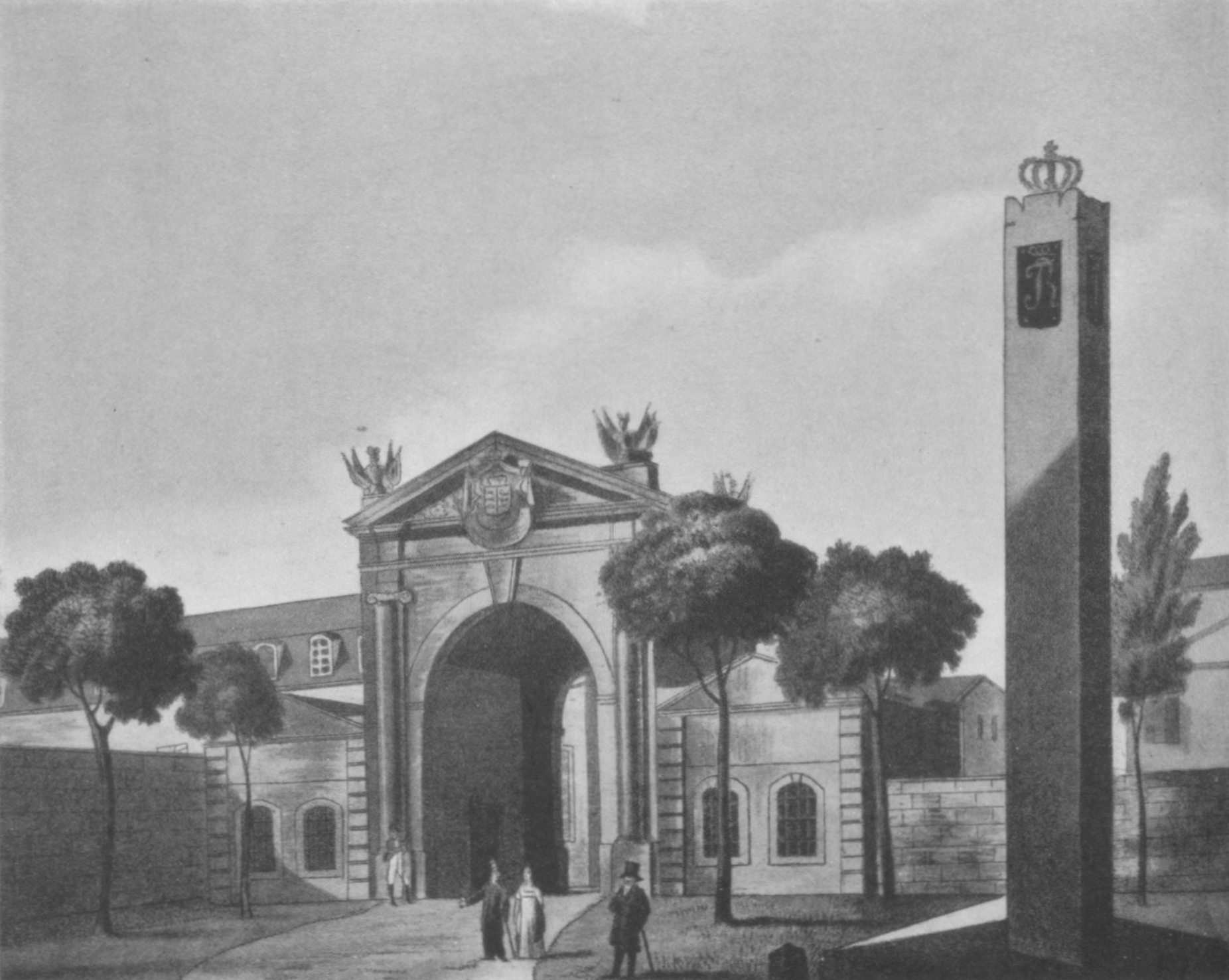
Königstor, rechts: Denkstein für den 1816 gestorbenen König Friedrich mit seinem Monogramm (FR) und der Königskrone, um 1820.
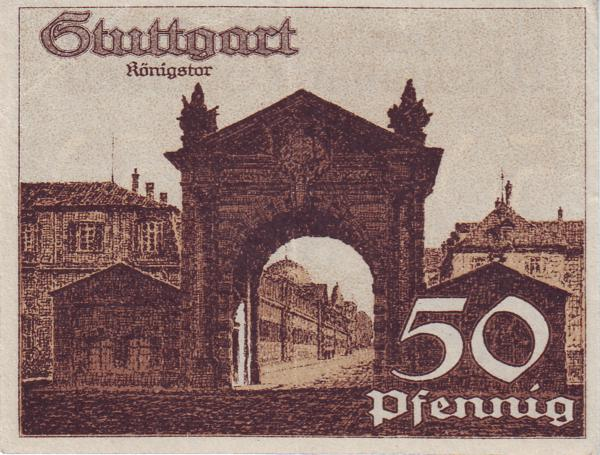
Stuttgarter Notgeld von 1921 mit dem Königstor als Motiv.
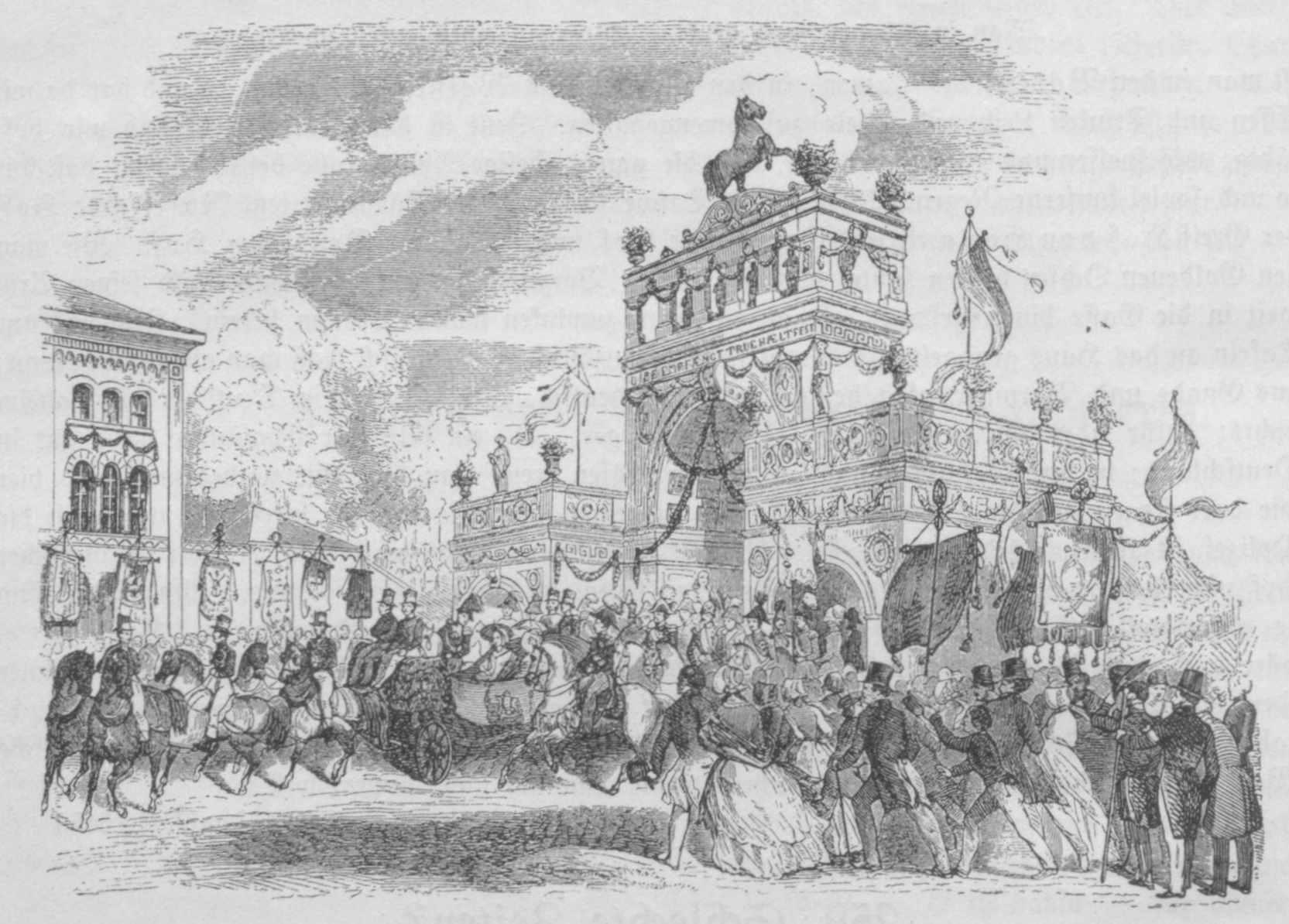
Einzug des Kronprinzenpaars Karl und Olga durch das Königstor am 23. September 1846.

Das Königstor galt auch als „Erinnerungsmal an die Freiheitskriege, denn am 13. Juli 1814 hielt Kronprinz Wilhelm, der spätere König Wilhelm I., der die württembergischen Truppen siegreich gegen Napoleon geführt hatte, seinen Einzug durch das mit einem riesigen Blumengewinde » SALVE« geschmückte Tor“.
1861 erwies sich die Durchfahrt des Königstors trotz der vorsorglichen Verbreiterung während des Aufbaus doch als zu schmal, als es galt, zwei Schwerlastwagen mit den zwei in Wasseralfingen gegossenen Brunnenschalen für die Schloßplatzspringbrunnen in die Stadt zu transportieren. In der allgemeinen Verzweiflung hatte jemand die glückliche Idee, vorübergehend eines der beiden Wachhäuser abzubrechen, um die Schwerlastwagen durchzulassen.
Der sperrige Torbau samt den Wachhäusern, der seit der Erbauung des Hauptbahnhofs 1917 „wie ein Spielzeug vor dem mächtigen Bahnhofsneubau“ wirkte und nunmehr als Verkehrshindernis empfunden wurde, sollte 1922  abgebrochen werden. Um „das baukünstlerisch und geschichtlich wertvolle Baudenkmal im ganzen zu retten“, schlossen sich die Stadt Stuttgart, das Landesamt für Denkmalpflege und eine „Bürgerinitiative“ zur Finanzierung des Wiederaufbaus des Tors an anderer Stelle zusammen.

## Überreste
Der geplante Wiederaufbau des Königstors wurde jedoch durch die fortschreitende Inflation verhindert. Unter diesen Bedingungen ließ Paul Bonatz, der Erbauer des Stuttgarter Hauptbahnhofs, wenigstens den Wappenschild und die beiden Löwentrophäen am Mittelaufgang des Hauptbahnhofs einbauen. Die beiden Trophäen wurden 1944 zerstört, der Wappenschild mit der flankierenden Inschrift
blieb erhalten. Eine der beiden Waffentrophäen, die vom Äußeren Eßlinger Tor auf das Königstor umgesetzt worden waren, hat im Städtischen Lapidarium Stuttgart die Zeit überdauert.

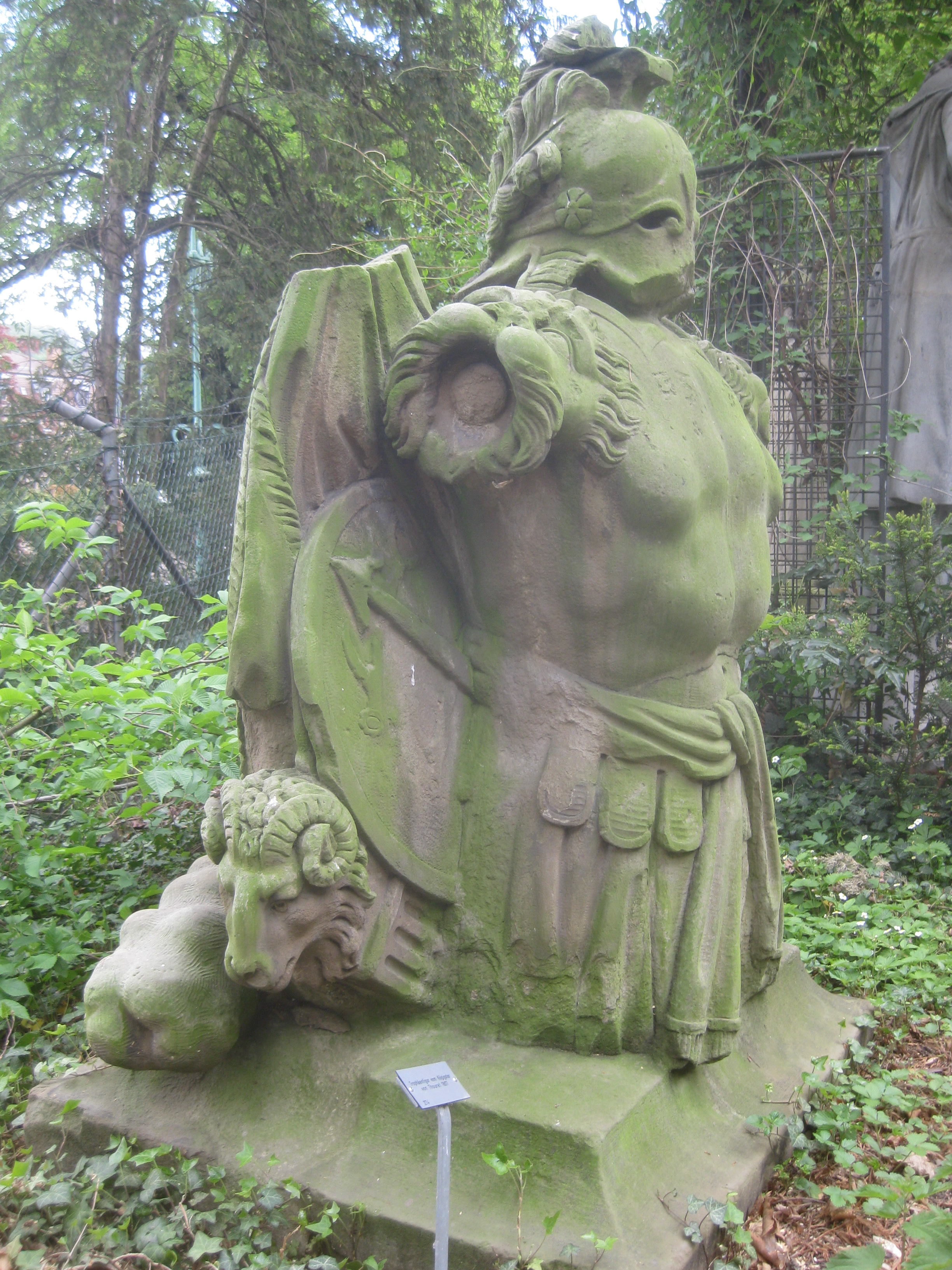
Trophäenfigur vom ehemaligen Königstor.
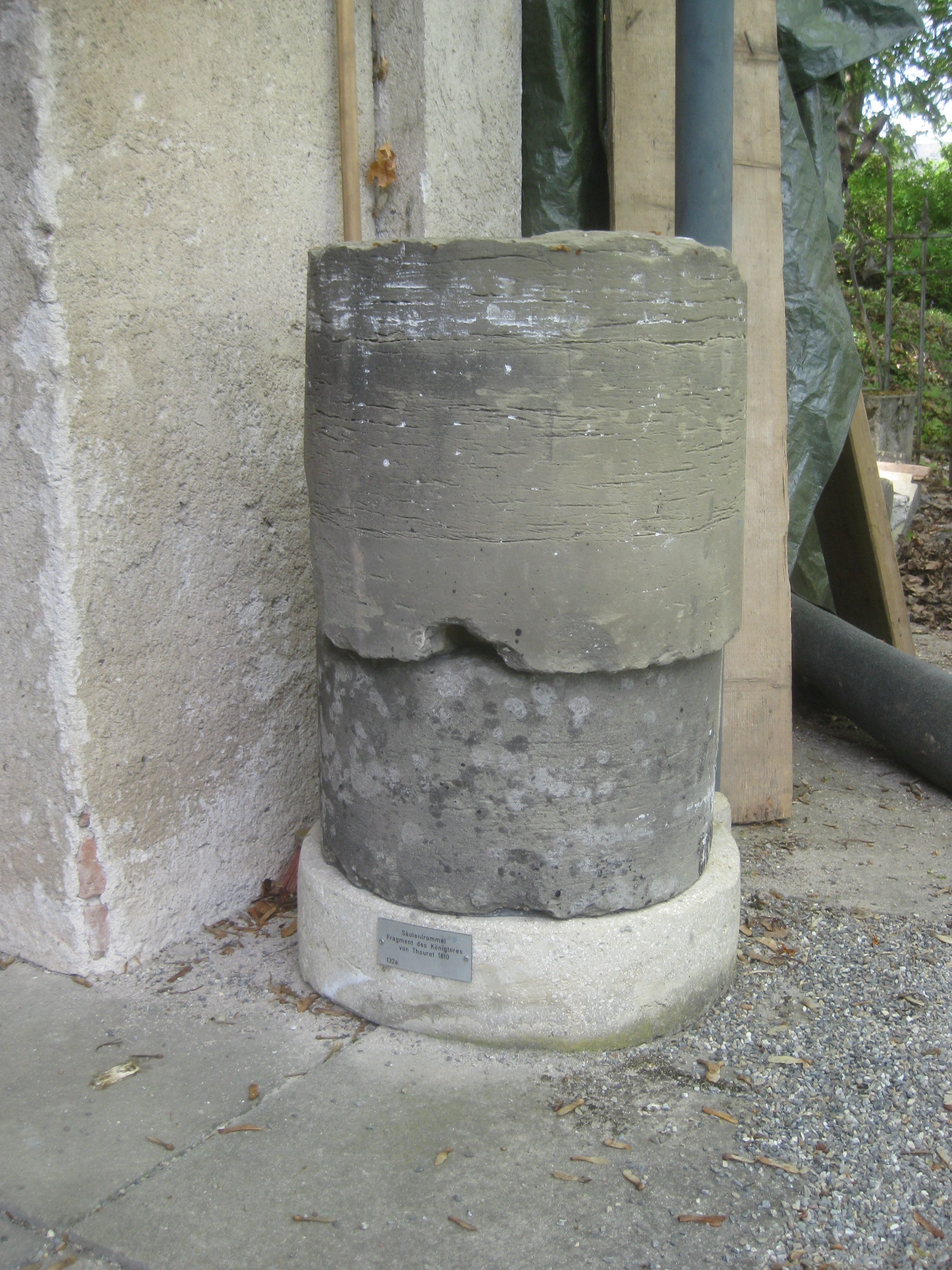
Zwei Säulentrommelfragmente vom ehemaligen Königstor.
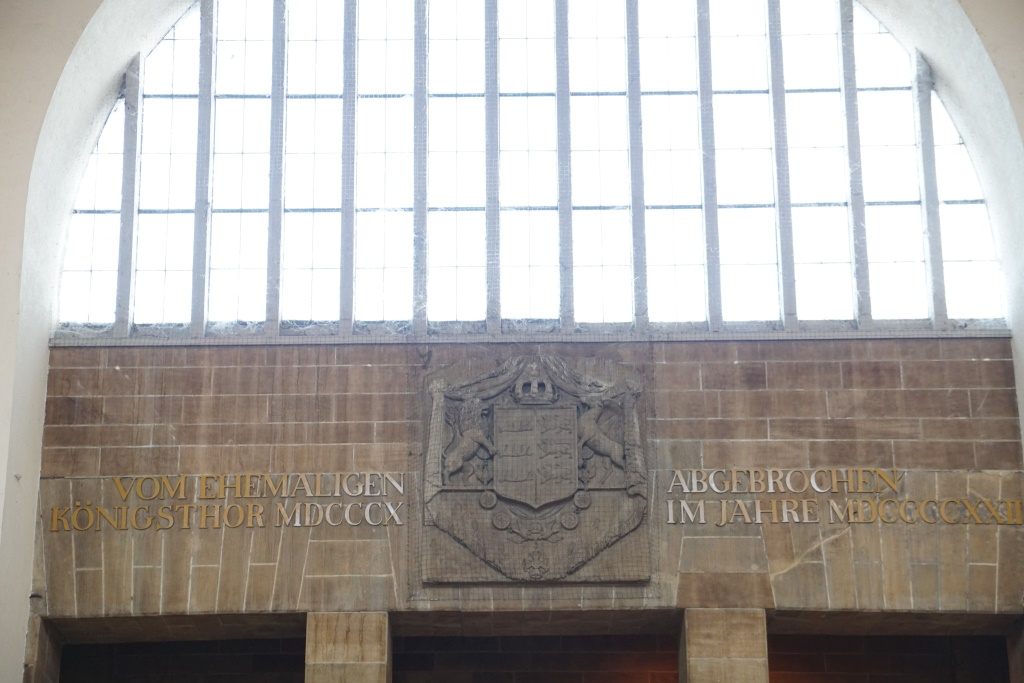
Wappenschild des Königstors über dem Mitteleingang in der Bahnsteighalle des Stuttgarter Hauptbahnhofs.
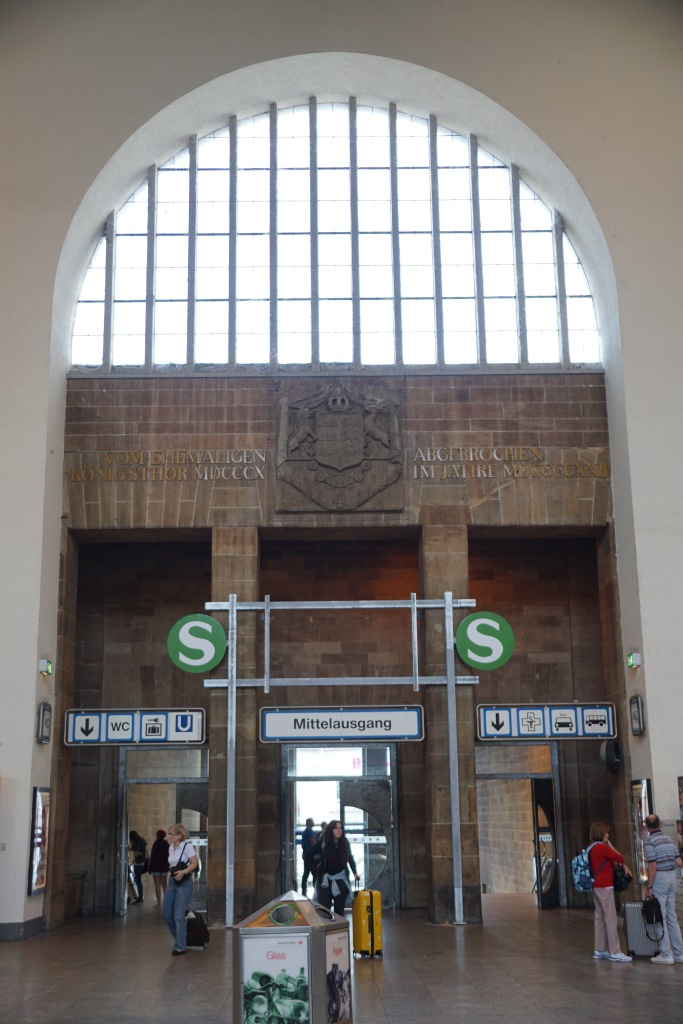
Mitteleingang in der Bahnsteighalle des Stuttgarter Hauptbahnhofs mit dem Wappenschild des Königstors.

### Archive
- Stuttgart, Stadtarchiv
  - B 5531, Sicherungsverfilmung, Mappe 69 (Aufriss des Königstors mit Bemaßung).
  - 11, Nr. 25, 66, 133, 136, 188, 189, 190 (Pläne zum Königstor).

- Stuttgart, Hauptstaatsarchiv
  - E 221 Bü 3946 (Portalentwurf für das Königstor, 1811). Siehe auch #Burkarth 1990.1 und #Burkarth 1990.2, Nr. 1811/1.